# Frontera entre Rússia i Finlàndia
La frontera entre Rússia i Finlàndia és la frontera internacional entre la República de Finlàndia (membre de la Unió Europea) i la Federació russa (membre de la Comunitat d'Estats Independents). Té una extensió d'uns 1.340 km (833 milles), i transcorre principalment a través de boscos de taiga deshabitats i zones rurals escassament poblades, sense seguir cap accident natural o riu. També forma part de la frontera externa de la Unió Europea (UE) i de la Comunitat d'Estats Independents (CIS).

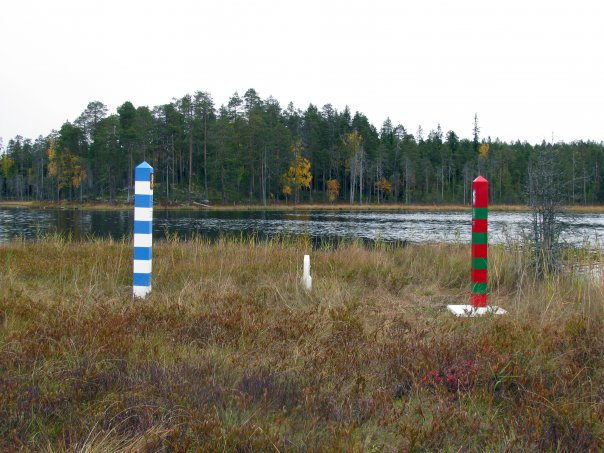
El punt més oriental de Finlàndia és la part occidental d'una illa al llac Virmajärvi, dividida per la frontera. El pol de ratlles blanc i blau a l'esquerra representa la zona fronterera finlandesa, mentre que el pol de ratlles vermell i verd a la dreta representa la zona fronterera russa. El pol blanc curt al mig marca la frontera real.

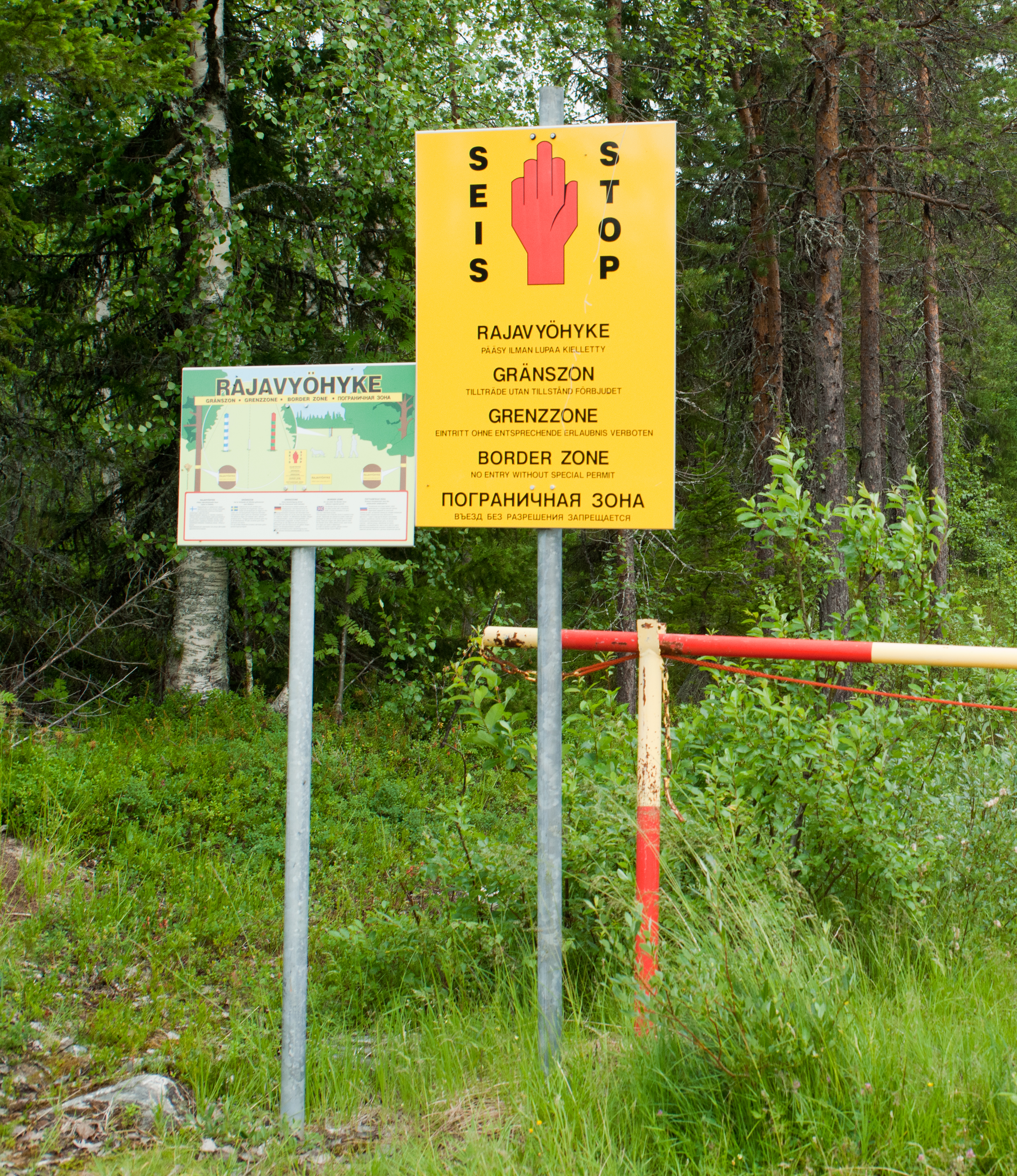
Senyals de zona fronterera a Paljakka.

Els passos fronterers són controlats i patrullats per la Guàrdia de Fronteres de Finlàndia i el Servei de Guàrdia Fronterera de Rússia, que també fan complir la zona fronterera (0.1-3 km al costat finlandès, almenys a 7,5 km de la de la Zona de seguretat fronterera a la costat rus). L'entrada a una zona fronterera requereix un permís. La vigilància electrònica en el vessant finlandès es concentra més fortament en el "200 quilòmetres més meridionals" i creix constantment en sofisticació. La Guarda fronterera finlandesa realitza patrulles K9 "regularment irregulars" per atrapar qualsevol que s'aventuri a la zona fronterera. Rússia manté la seva patrulla fronterera de 500 anys a la regió àrtica com en altres llocs i té previst actualitzar les tecnologies frontereres soviètiques tant per estalviar costos com per maximitzar plenament l'eficiència del Servei de Fronteres per a l'any 2020. No obstant això, el tinent general Vladimir Streltsov, cap adjunt del servei de la frontera russa, va assenyalar que la vigilància electrònica mai no substituirà l'element humà.
La frontera es pot recórrer només en els llocs de control oficials, i és obligatori almenys un visat per a la majoria de la gent. Els principals punts de control fronterers es troben a Vaalimaa i a Nuijamaa, on els serveis duaners d'ambdues parts inspeccionen i cobreixen les tarifes sobre béns importats.
L'extrem nord de la frontera entre Noruega, Finlàndia i Rússia forma un trifini marcada per Treriksrøysa, un precipici de pedra prop de Muotkavaara. 69° 03′ 06″ N, 28° 55′ 45″ E / 69.05167°N,28.92917°E) Al sud, la frontera es troba als marges del golf de Finlàndia, on hi ha una frontera marítima entre les respectives aigües territorials, que acaben en una estreta franja d'aigües internacionals entre les aigües territorials finlandeses i estonianes.

## Història

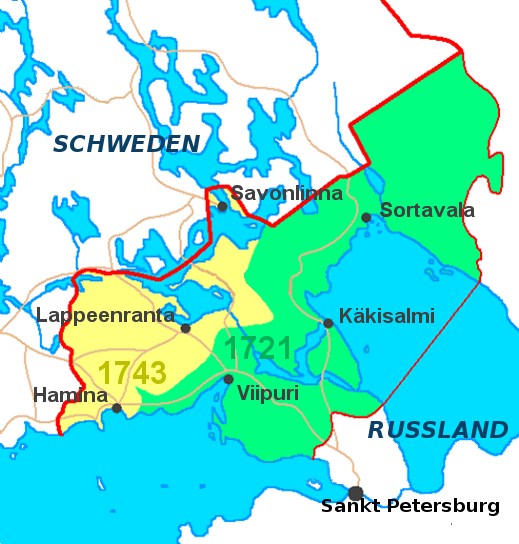
Vella Finlàndia, transferida al Gran Ducat en 1812.

### Frontera entre Suècia i Rússia
El primer tractat fronterer relatiu a aquesta frontera es va signar en el Nöteborg en 1323, entre Suècia (a la qual pertanyia Finlàndia) i la República de Nóvgorod. El Tractat de Teusina en 1595 va traslladar la frontera cap a l'est. En conclusió a la guerra d'Íngria, Suècia va guanyar un gran territori a través de l'adquisició de la fortalesa de Nöteborg, el Kexholm i la seva gran província, el sud-oest de Carèlia i la província d'Íngria en el Tractat de Stolbovo (1617). El tractat de Nystad en 1721 i el tractat d'Åbo en 1743 van traslladar la frontera cap a l'oest.
La principal diferència entre els diferents costats de la frontera en aquest moment era la religió. El costat rus era ortodox rus, el costat suec era catòlic, més tard protestant luterà. En general, la població nativa era ètnicament finlandesa i parlaven finès a banda i banda de la frontera. No obstant això, després del tractat de Stolbovo el 1617, la població ortodoxa va ser perseguida i va fugir cap a Tver o es va convertir al luteranisme i va començar a parlar finès en comptes del carelià. La població va ser àmpliament reemplaçada per immigrants de Finlàndia, la majoria dels quals eren savonians.

### Frontera interna russa
Després de la Guerra finlandesa, el tractat de Fredrikshamn va convertir tota Finlàndia de territori suec a possessió russa, el Gran Ducat de Finlàndia. La frontera entre Finlàndia i Rússia es va traslladar de nou a l'anterior a 1721, de manera que el Gran Ducat va guanyar l'anomenada "Vella Finlàndia", territoris anteriorment ocupats per Suècia, el 1812.

### Finlàndia-Rússia Rússia soviètica

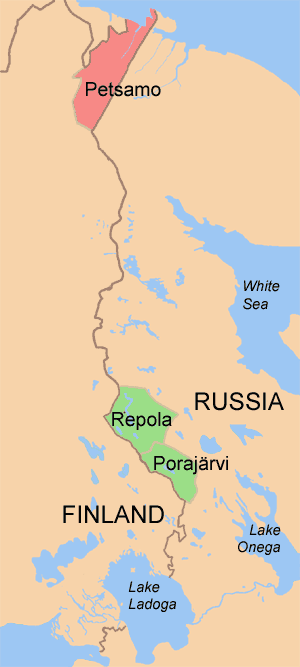
Tractat de Tartu en 1920: Repola and Porajärvi, ocupats pel govern finlandès, van ser retornats a la Unió Soviètica, mentre Petsamo era obtingut per Finlàndia.

Després que Finlàndia es va independitzar el 1917, va haver-hi la Guerra Civil finlandesa el 1918, i fins i tot després d'aquesta guerra, va continuar la Guerra Civil Russa. Els activistes finlandesos sovint van travessar la frontera en territori soviètic per lluitar en el "heimosodat", guerres dirigides a l'autodeterminació ètnica finesa i la seva possible annexió a Finlàndia. Tanmateix això es va acabar el 1920, quan el Tractat de Tartu va reconèixer Finlàndia com a independent i va definir la frontera comuna dels països el 1920. No obstant això, els lluitadors finlandesos encara participarien en l'aixecament de Carèlia oriental i conflicte soviètic-finlandès de 1921-22. Finalment, el govern finlandès va tancar la frontera als voluntaris i enviaments d'aliments i municions el 1922.

### Canvis a les fronteres amb la Segona Guerra Mundial

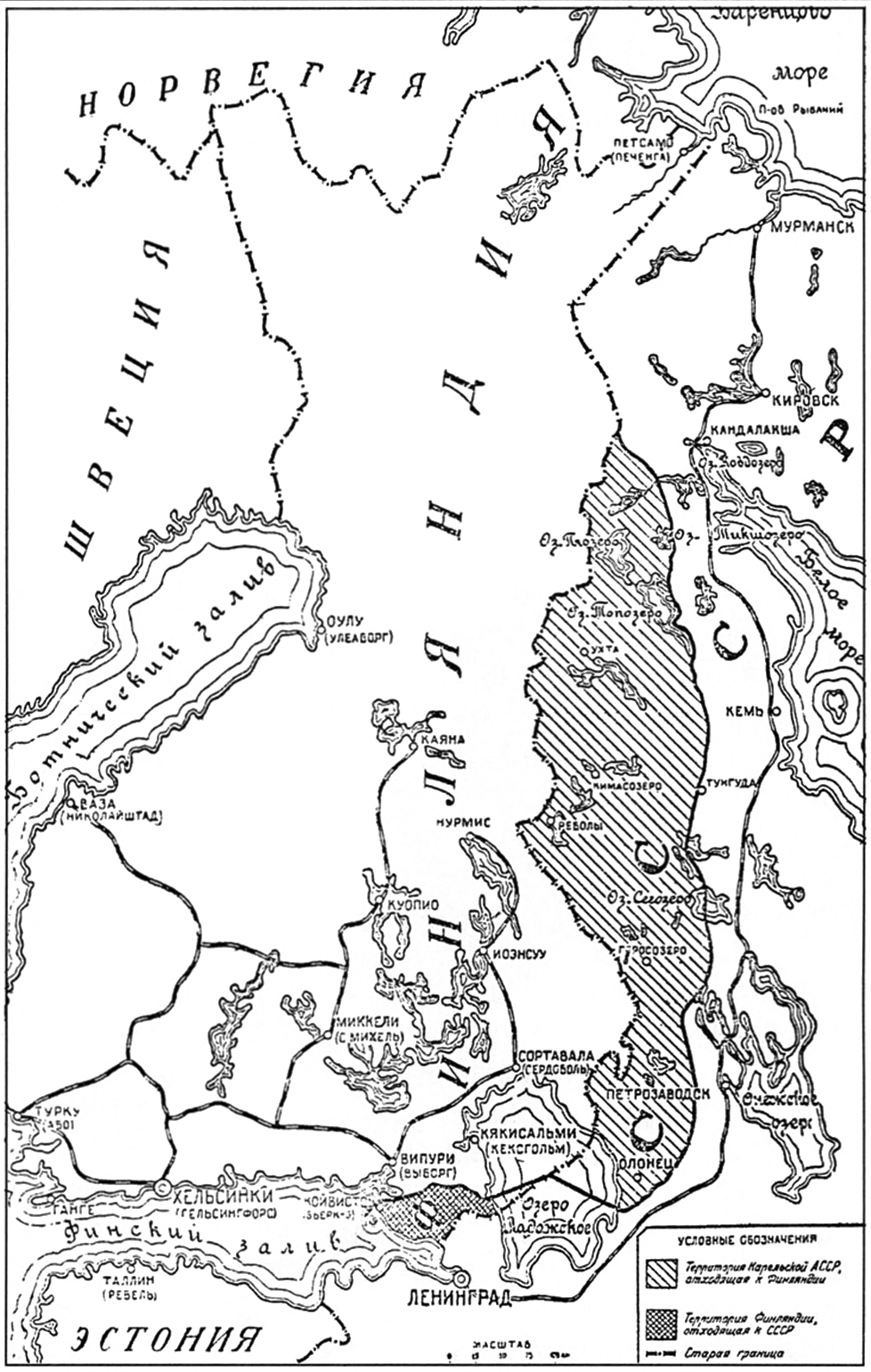
Zona finlandesa cedida a Rússia en 1939.

Durant la Segona Guerra Mundial, Stalin va suprimir severament la població nativa de parla finesa (ingrians finlandesos) per la transferència de població, col·lectivització  i purgues, de manera que les zones frontereres havien de ser lliures dels pobles finlandesos.
La frontera terrestre va ser posteriorment demarcada en els tractat de París (1947) (1947) després de la Guerra de Continuació (1941-44), en la qual a Carèlia finlandesa, inclosa la segona ciutat de Finlàndia, Vyborg, parts de Salla i Petsamo van ser cedides a la Unió Soviètica. La nova frontera va travessar el propi territori finlandès, tallant moltes línies ferroviàries i aïllant moltes ciutats carelianes de Finlàndia. La Unió Soviètica va exigir buidar els territoris prèviament. Els finlandesos van ser evacuats de la zona i es van reubicar a la resta de Finlàndia; gairebé ningú estava disposat a romandre-hi. Les àrees van ser reassentades per immigrants soviètics. La base naval de Porkkala va ser arrendada per la Unió Soviètica, però va tornar al govern finlandès el 1956. La frontera naval es va establir el 1940 i es va definir amb més precisió el 1965.
La frontera és no controvertida i clarament definida per la llei. Els dos estats van verificar la inviolabilitat de les fronteres i la integritat territorial en la primera Conferència sobre seguretat i cooperació a Europa el 1975.

### Frontera soviètica-finlandesa durant la Guerra Freda
Durant la Guerra Freda, la frontera va constituir part del perímetre del teló d'acer. El pas de la frontera no va ser possible durant molt de temps. Només hi havia una quantitat molt limitada de punts fronterers, i el govern soviètic només permetia viatges escortats a ciutats seleccionades; les zones frontereres estaven fora dels límits dels turistes. Hi havia pocs contactes entre ciutats que eren relativament pròximes a costats oposats de la frontera, com ara Imatra i Svetogorsk. Al costat finlandès, hi havia una zona fronterera on només es permetia l'entrada amb un permís, però es permetia l'allotjament i els residents podrien continuar vivint a la zona. El costat soviètic tenia sistemes electrònics extensos i patrulles per evitar fugides. La vigilància de la frontera soviètica va començar molt a prop de la frontera actual, i va ser tan extensa com en altres llocs al llarg del teló d'acer. La primera vigilància ja estava a les estacions de ferrocarril de les ciutats, on la "militsíia" controlava el trànsit potencialment sospitós. La zona fronterera començava a 120 kilòmetres des de la frontera. Es necessitava un permís especial per a l'entrada, i la primera línia de control tenia alarmes electròniques. A 60 km hi havia una franja de sorra rasant (per detectar petjades) i una alarma amb trampes. A 20 km, hi havia una tanca de filferro de 3 metres d'alt, amb una part superior que es corba cap a l'interior cap al territori soviètic. La tanca tenia un sistema d'alarma electrònic. No obstant això, no estava protegit sota terra i era possible fer túnels. Finalment, a la frontera internacional, hi havia una àrea lliure fronterera. Al nord, això era seguit per una tanca finlandesa de rens. A diferència d'altres països occidentals, el govern de Finlàndia no va protegir els que traspassaven la frontera il·legalment, sinó que els retornava a les autoritats soviètiques si els capturaven. Els fugitius fronterers il·legals havien de passar per Finlàndia per anar a Suècia i d'aquí a Occident.
En l'armistici de Moscou signat el 1944 entre Finlàndia, la Unió Soviètica i Regne Unit, la petita península cap al golf de Finlàndia de Porkkala va ser arrendada a la Unió Soviètica com a base militar. Això va crear en efecte un encreuament de la frontera sud a l'exèrcit soviètic, que va operar fins a 1956. Els passos fronterers es trobaven a Luoma (control) i Tähtelä. El 1947, els trens finlandesos van poder passar per la base, però les finestres dels cotxe de passatgers estaven encegades i la locomotora era reemplaçada mentre travessava. Anteriorment entre 1940-41, la Unió Soviètica havia llogat la península de Hanko com a base militar. Pel que sembla, també hi va haver un pas fronterer a l'exclave.

### Tancament de la frontera el 2023
En el marc de la invasió russa d'Ucraïna i de l'ingrés del país a l'OTAN, al llarg del mes de novembre del 2023 Finlàndia va anar tancant els diferents punts fronterers amb Rússia, deixant obert només el més septentrional i de difícil accés, fins que el 28 d'aquest mes va anunciar-ne també el seu tancament durant quinze dies. Més de 700 russos l'havien travessada per demanar asil. Durant aquestes setmanes es va produir una onada migratòria molt més àmplia que les autoritats finlandeses van emmarcar en la guerra híbrida, amb l'ingrés de potencials persones perilloses a través dels més de 1.300 km de frontera que hi comparteixen.

## Trànsit
El 2015, 9.1 milions d'individus van travessar la frontera, la meitat dels quals a través de Vaalimaa i Nuijamaa.

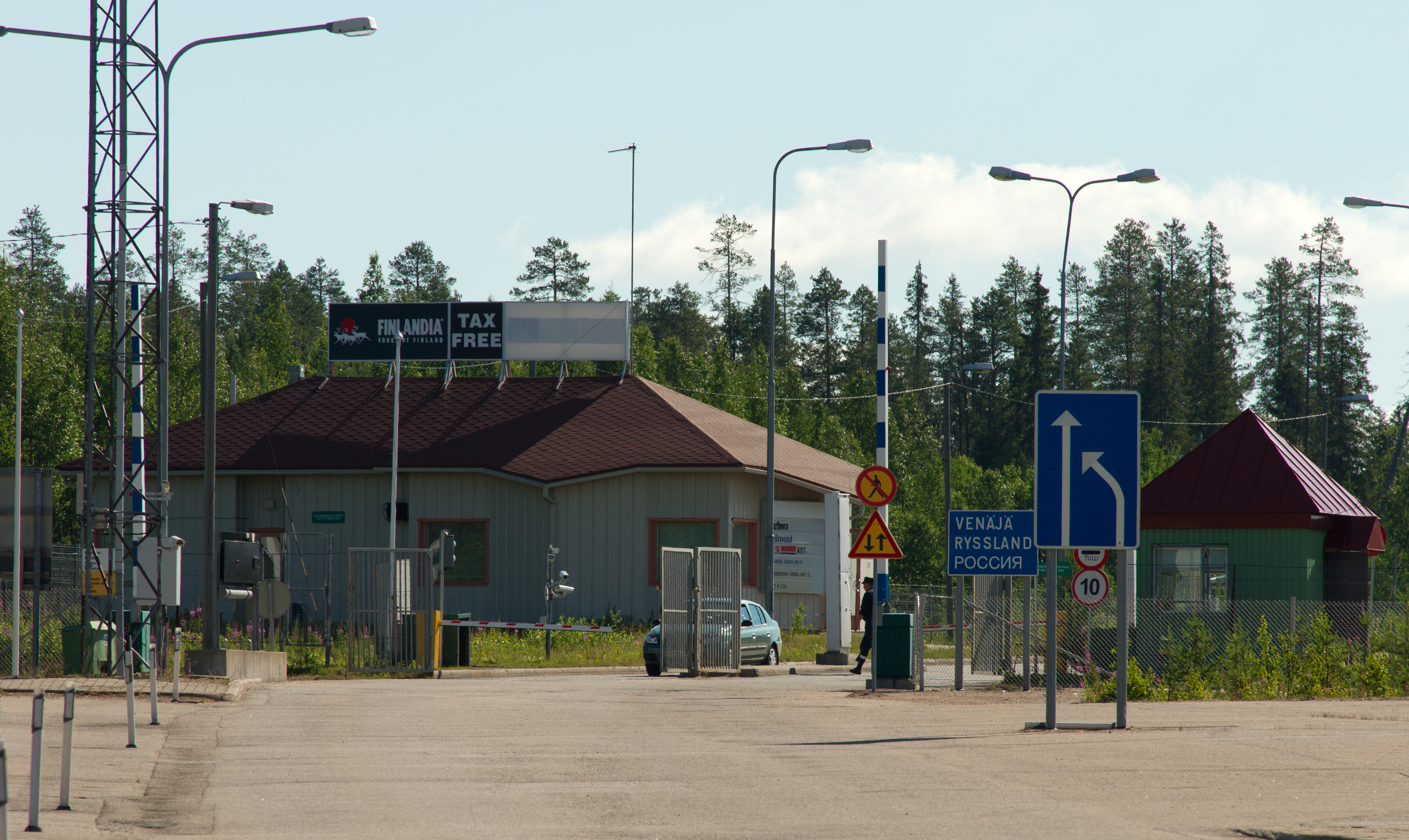
Pas fronterer rus prop de Vartius a Finlàndia.

Finlàndia és el país que més emeten visats Schengen als russos.

## Incidents
El 26 de novembre de 1939, l'Exèrcit Roig de la Unió Soviètica va destruir el poble rus de Mainila i en va culpar a Finlàndia. Els soviètics van utilitzar aquesta operació de falsa bandera com a pretext per provocar la Guerra d'Hivern uns dies més tard.
Segons un informe de mitjans de comunicació de Rússia, Finlàndia va tancar el seu pas fronterer de Raja-Jooseppi, una contrapartida del sw Lotta (Лотта} lloc frontere), el 4 de desembre de 2015, una hora i mitja abans de l'horari programat del dia i, per tant, va impedir que quinze persones d'Orient Mitjà haguessin creuat la frontera. Segons la mateixa font, alguns funcionaris fronterers finlandesos van confirmar que Raja-Jooseppi havia tancat a principis d'aquest dia, mentre que un portaveu del mateix departament va dir que el punt de verificació tancava en el seu horari habitual de 21:00 hores. Cal tenir en compte la diferència de zona horària entre els punts de control (Eastern European Time i Hora de Moscou, una hora a l'hivern.
El 27 de desembre de 2015, Finlàndia va bloquejar l'accés de les persones a travessar la frontera russa amb bicicletes a través de Raja-Jooseppi i Salla. Segons la Guarda fronterera finlandesa, aquesta mesura era limitar la immigració il·legal i garantir la seguretat en carreteres relliscoses. La Guàrdia Fronterera finlandesa va declarar que els traficants organitzats feien que els seus clients travessessin la frontera amb bicicleta per evitar ser capturats al costat finlandès i perseguits per organitzar la immigració il·legal, que és un delicte greu en la legislació finlandesa. En resposta, els sol·licitants d'asil van començar a travessar la frontera amb cotxe.
El 23 de gener de 2016, el ministre d'Afers Exteriors de Finlàndia, Timo Soini, membre del Partit dels Finlandesos, va discutir un informe de la frontera nord de Salla sobre "tràfic de persones" i va assenyalar a la conclusió que algú en el costat rus estava organitzant i regulant l'entrada d'immigrants, en la seva ment aparentment veritable. Va assenyalar també que és imminent que el procés sigui un acte de processó. A més, un representant comunal del Partit dels Finlandesos va assenyalar que l'afluència d'immigrants causava pertorbacions als finlandesos que anaven a la part russa per comprar gasolina, ja que la frontera queda col·lapsada a causa dels procediments d'immigració.
El març de 2016, Finlàndia i Rússia van tancar temporalment el pas fronterer de Raja-Jooseppi a Inari i el pas de la frontera de Salla s nacionals de països tercers. Només els ciutadans finlandesos, russos i belarussos van poder utilitzar passos durant un període de sis mesos. La mesura va resultar temporal.

## Punts de pas ferroviaris
| Codi UIC | Línia de Finlàndia                      | Estació de Finlande   | Operador | Línia de Rússia                         | Estació de Rússia | Operador | Remarques                             |
| -------- | --------------------------------------- | --------------------- | -------- | --------------------------------------- | ----------------- | -------- | ------------------------------------- |
| 720      | Ferrocarril Riihimäki – Sant Petersburg | Estació de Vainikkala | VR       | Ferrocarril Riihimäki – Sant Petersburg | Buslovskaia       | RŽD      | Via única electrificada 25 kV - 50 Hz |
| 721      | Línia Imatra–Antrea                     | Estació d'Imatra      | VR       | Línia Imatra–Antrea                     | Svetogorsk        | RŽD      | Via única no electrificada            |
| 722      | Línia Simpele-Elisenvaara               | Estació de Simpele    | VR       | Línia Simpele-Elisenvaara               | Elisenvaara       | RŽD      | Línia de pagament                     |
| 723      | Línia Parikkala-Elisenvaara             | Estació de Parikkala  | VR       | Línia Parikkala-Elisenvaara             | Elisenvaara       | RŽD      | Línia de pagament                     |
| 724      | Línia de Niirala                        | Estació de Niirala    | VR       | Línia de Niirala                        | Vyartsilya        | RŽD      | Via única no electrificada            |
| 725      | Via fèrria Kontiomäki–Vartius           | Estació de Vartius    | VR       | Línia de Vartius                        | Kivijarvi         | RŽD      | Via única electrificada 25 kV - 50 Hz |